# Samuel Bagín
Samuel Bagín (Ilava, 8 febbraio 2004) è un calciatore slovacco, difensore dell'AS Trenčín.

## Carriera

### Club
Bagín è cresciuto nel settore giovanile dell'AS Trenčín dove ha debuttato il 10 febbraio 2023 nell'incontro di Superliga perso 3-0 contro il Dukla B.B.. Ha segnato il suo primo gol otto giorni più tardi nel pareggio casalingo per 1-1 contro il ViOn Z.M..

### Nazionale
Ha giocato nella nazionale slovacca Under-19.
Nel 2023 è stato selezionato dalla Slovacchia Under-20 per disputare il Campionato mondiale di calcio Under-20 2023.

## Statistiche

### Presenze e reti nei club
Statistiche aggiornate al 2 novembre 2024.
| Stagione        | Squadra         | Campionato      | Campionato | Campionato | Coppe nazionali | Coppe nazionali | Coppe nazionali | Coppe continentali | Coppe continentali | Coppe continentali | Altre coppe | Altre coppe | Altre coppe | Totale | Totale | Totale |
| Stagione        | Squadra         | Comp            | Pres       | Reti       | Comp            | Pres            | Reti            | Comp               | Pres               | Reti               | Comp        | Pres        | Reti        | Pres   | Reti   |        |
| --------------- | --------------- | --------------- | ---------- | ---------- | --------------- | --------------- | --------------- | ------------------ | ------------------ | ------------------ | ----------- | ----------- | ----------- | ------ | ------ | ------ |
| 2022-2023       | AS Trenčín      | SL              | 13         | 2          | CS              | 2               | 0               |                    | -                  | -                  |             | -           | -           | 15     | 2      |        |
| 2023-2024       | AS Trenčín      | SL              | 10         | 0          | CS              | 1               | 0               |                    | -                  | -                  |             | -           | -           | 11     | 0      |        |
| 2024-2025       | AS Trenčín      | SL              | 8          | 0          | CS              | 0               | 0               |                    | -                  | -                  |             | -           | -           | 8      | 0      |        |
| Totale Trenčín  | Totale Trenčín  | Totale Trenčín  | 31         | 2          |                 | 3               | 0               |                    | -                  | -                  |             | -           | -           | 34     | 2      |        |
| Totale carriera | Totale carriera | Totale carriera | 31         | 2          |                 | 3               | 0               |                    | -                  | -                  |             | -           | -           | 34     | 2      |        |